# Chiesa di San Carlo (Milano)
La chiesa di San Carlo era una chiesa di Milano. Situata nell'attuale via Moscova, la chiesa fu sconsacrata nel 1804 e demolita pochi anni dopo.

## Storia e descrizione
La chiesa fu costruita a partire dal 1611 per l'insediamento nell'area dei padri carmelitani scalzi nel relativo convento. La chiesa venne benedetta dal cardinale Federico Borromeo nel 1614, anno di insediamento ufficiale dei carmelitani. Dopo la soppressione del convento e della chiesa, avvenuta nel 1804, il convento venne demolito per costruire la Manifattura Tabacchi, a sua volta demolita alcuni anni dopo assieme alla chiesa sconsacrata.
Il progetto della chiesa, che veniva descritta "di grandezza assai ragguardevole", era di Aurelio Trezzi e presentava un'unica navata, con sei cappelle laterali per lato, di cui le prime quattro dall'ingresso erano più modeste, mentre le ultime due erano più decorate e monumentali. Tra le varie decorazioni nelle cappelle della chiesa vengono descritti:
- San Giovanni Battista con San Zaccaria di Francesco Cairo nella cappella di San Giovanni Battista;
- Statua in marmo di Carrara di San Giuseppe di Giuseppe Rusnati e vari quadri del Legnanino nella cappella di San Giuseppe;
- Affreschi di Daniele Crespi e un'immagine di Maria Vergine di Alessandro Vaiani nella cappella di Maria Vergine Coronata della Santissima Trinità;
- Serafica Madre Teresa di Francesco Cairo nella cappella di Santa Teresa;
- Sant'Antonio Abate nel deserto di José de Ribera;
- Liberazione delle anime del Purgatorio di Giovan Battista Discepoli.

Vengono infine segnalati molteplici quadri della Vita di Santa Teresa per gran parte dipinti da Giulio Cesare Procaccini.